# Makkabæiske oprør
Det makkabæiske oprør var et oprør foranlediget af en jødisk befrielsesbevægelse, der forsøgte at løsrive det område, der i dag kendes som Israel, fra det hellenistiske seleukide-dynasti. Det resulterede i 165 f.Kr. i jødisk selvstændighed indtil 63 f.Kr.

## Oprørets udspring og forløb
I 167 f.Kr. blev det fra Antiokia, seleukidernes hovedby i det nuværende sydøstligste Tyrkiet, dekreteret, at jødisk religiøs praksis var forbudt, og at jøderne skulle tilbede seleukidernes græske guder. En jødisk præst, hasmonæeren Mattatias, startede oprøret, da han nægtede at følge ordren og ovenikøbet dræbte en hellenistisk jøde, der i hans sted forsøgte at ofre til de græske guder. Efter Mattatias' død fortsatte hans søn Judas Makkabæeren oprøret, og under hans ledelse vandt en jødisk hær sejr over seleukidernes hær.
Jødernes Hanukkah er en fest til minde om denne sejr.